# Golden Hinde
Die Golden Hinde oder Golden Hind („Goldene Hindin“ bzw. „Goldene Hirschkuh“), ursprünglich Pelican, war das Flaggschiff von Francis Drake, als er als erster Engländer zwischen 1577 und 1580 die Welt umsegelte (Weltumsegelung des Francis Drake).

## Bauform
Die Golden Hinde war eine vergleichsweise schlank gebaute Galeone mit einem niedrigen Achterdeck und einem noch niedrigeren Vorderdeck. Die Außenwände bestanden aus zwei Schichten von Planken mit einer Teerschicht dazwischen. Das Schiff hatte drei Masten. Der Großmast und der Fockmast führten Rahsegel und zusätzliche Toppsegel, Kreuzbramstengen und Gefechtsmars, der Besanmast war mit Lateinersegeln getakelt. Sie war 37 m lang, 5,6 m breit und hatte einen Tiefgang von 2,7 m. Die Bewaffnung bestand wahrscheinlich aus 18 Kanonen. Sie waren auf je sieben Luken an jeder Seite und auf vier Luken im Bug verteilt. Drei Kanonen waren aus Bronze, der Rest aus Gusseisen. Etwa 60 Mann Besatzung waren zu Beginn der Weltumsegelung an Bord.
Ein Nachbau der Golden Hinde befindet sich in einem Schwimmdock an der Themse in London, ein weiterer liegt im Hafen von Brixham, Devon (England).

## Umbenennung in Golden Hinde
Der ursprüngliche Name der Golden Hinde war Pelican. Sie wurde auf der Weltumsegelung, am Tag der Einfahrt in die Magellanstraße, umbenannt. Es wird allgemein angenommen, dass Francis Drake den Namen in Anerkennung seines Förderers, Sir Christopher Hatton, änderte, der eine goldene Hirschkuh in seinem Wappen führte. Auch in damaliger Zeit war die Umbenennung während einer Reise äußerst ungewöhnlich, außerdem war Christopher Hatton keineswegs der einzige Gönner von Drake – andere Geldgeber umfassten Königin Elisabeth I., Robert Dudley, 1. Earl of Leicester, Sir Francis Walsingham, Sir William Winter und Drakes Cousin John Hawkins. Die Gründe für die Umbenennung sind daher unklar, werden aber meist im Zusammenhang mit dem Schicksal von Thomas Doughty gesehen: Doughty, ein englischer Abenteurer und Gentleman, war auf Drakes Expedition Kommandant der Mary, wurde jedoch in der Magellanstraße der Meuterei angeklagt, schuldig gesprochen und hingerichtet. Da Doughty der persönliche Sekretär von Christopher Hatton war, wird der Namenswechsel des Schiffes daher oft als besänftigende Geste gegenüber Hatton verstanden. Dafür spricht zumindest die zeitliche Übereinstimmung beider Geschehnisse: So heißt es im Logbuch der Golden Hinde vom 20. Juni 1578: Thomas Doughty vor Gericht gestellt und wegen Meuterei hingerichtet. (...) Pelican in Golden Hind umbenannt.

## Verbleib
1581 gab die Königin den Befehl, die Golden Hinde „zur immer währenden Erinnerung in Deptford zu bewahren“ und einige Jahre lang war das Schiff eine der Sehenswürdigkeiten Londons und wurde von Tausenden besucht. Aber bald wurde es so vernachlässigt, dass 1599 ein Schweizer Besucher, Thomas Platter, feststellte, dass „das Schiff morsch sei und dabei sei, in Stücke zu zerfallen.“ 1629 notierte der Sekretär des venezianischen Botschafters, dass „die Überreste des Schiffes genauso wie die gebleichten Rippen und der Schädel eines toten Pferdes aussähen“. Die letzten Überreste wurden 1662 beseitigt.